# Liste de peintres finlandais nés avant 1820
Voici une liste de peintres finlandais nés avant 1820 élaborée par l'association des artistes finlandais :

## Artistes
| Nom                          | Activité                                  | né          | mort |
| ---------------------------- | ----------------------------------------- | ----------- | ---- |
| Immanuel Alm                 | Artiste peintre                           | 1767        | 1809 |
| Johan Alm                    | Artiste peintre                           | 1728        | 1810 |
| Helena Arnell                | Artiste peintre                           | 1697        | 1751 |
| Johan Backman                | Artiste peintre                           | 1706        | 1768 |
| Jonas Bergman                | Artiste peintre                           | 1724        | 1810 |
| Johan Zacharias Blackstadius | Artiste peintre                           | 1816        | 1898 |
| Edla Blommér                 | Artiste peintre                           | 1817        | 1908 |
| Elias Brenner                | Artiste peintre et graphiste              | 1647        | 1717 |
| Erik Cainberg                | sculpteur                                 | 1771        | 1816 |
| Margareta Capsia             | Artiste peintre                           | 1690        | 1759 |
| Wilhelm Maximilian Carpelan  | Artiste peintre et graphiste              | 1787        | 1830 |
| Auguste Joseph Desarnod      | Artiste peintre et graphiste              | 1812        | 1850 |
| Robert Wilhelm Ekman         | Artiste peintre                           | 1808        | 1873 |
| Samuel Elmgren               | Artiste peintre                           | 1771        | 1834 |
| Gustaf Wilhelm Finnberg      | Artiste peintre                           | 1784        | 1833 |
| Lennart Forstén              | Artiste peintre, dessinateur              | 1817        | 1886 |
| Lars Gallenius               | Artiste peintre                           | 1660        | 1750 |
| Johan Georg Geitel           | Artiste peintre                           | 1683        | 1771 |
| Berndt Godenhjelm            | Artiste peintre                           | 1799        | 1881 |
| Emanuel Granberg             | Artiste peintre                           | 1754        | 1787 |
| Johan Erik Hedberg           | Artiste peintre                           | 1767        | 1823 |
| Johan Gustav Hedman          | Artiste peintre                           | 1800        | 1866 |
| Pietari Henrikinpoika        | peintre d’églises                         | XVe siècle  |      |
| Adolf Hårdh                  | graphiste                                 | 1807        | 1855 |
| Johan Knutson                | Artiste peintre                           | 1816        | 1899 |
| Pehr Adolf Kruskopf          | dessinateur et artiste peintre            | 1805        | 1852 |
| Claes Lang                   | Artiste peintre                           | 1690        | 1761 |
| Petter Lang                  | Artiste peintre                           | 1728        | 1780 |
| Aleksander Lauréus           | Artiste peintre                           | 1783        | 1823 |
| Johan Lefrén                 | graphiste et dessinateur                  | 1784        | 1862 |
| Thomas Joachim Legler        | Artiste peintre                           | 1806        | 1873 |
| Maître de Lieto              | Sculpteur                                 | XIVe siècle |      |
| Johan Erik Lindh             | Artiste peintre                           | 1793        | 1865 |
| Gustaf Lucander              | Artiste peintre                           | 1724        | 1805 |
| Charlotta Malm-Reuterholm    | Artiste peintre                           | 1768        | 1845 |
| Karl Peter Mazér             | Artiste peintre                           | 1807        | 1884 |
| Erik Wilhelm le Moine        | Artiste peintre                           | 1780        | 1859 |
| Abraham Myra                 | Artiste peintre                           | 1639        | 1684 |
| Didrik Möllerum              | Artiste peintre                           | 1642        | 1702 |
| Mathilda Rotkirch            | Artiste peintre                           | 1813        | 1842 |
| Nils Schillmark              | Artiste peintre                           | 1745        | 1804 |
| Johan Strömer                | dessinateur et graphiste                  | 1807        | 1904 |
| Johan Stålbom                | Artiste peintre                           | 1712        | 1777 |
| Gabriel Gotthard Sweidel     | Artiste peintre                           | 1744        | 1817 |
| Carl Gustaf Söderstrand      | Artiste peintre                           | 1800        | 1862 |
| Emanuel Thelning             | Artiste peintre                           | 1767        | 1831 |
| Ulrik Thersner               | dessinateur et graphiste                  | 1779        | 1828 |
| Mikael Toppelius             | Artiste peintre                           | 1734        | 1821 |
| Isak Wacklin                 | Artiste peintre                           | 1720        | 1758 |
| Erik Westzynthius            | Artiste peintre                           | 1743        | 1787 |
| Erik Westzynthius            | Artiste peintre                           | 1711        | 1755 |
| Magnus von Wright            | Artiste peintre, graphiste, dessinateur   | 1805        | 1868 |
| Wilhelm von Wright           | dessinateur, graphiste et artiste peintre | 1810        | 1887 |